# Rąbka
Rąbka (niem. Rumbke; dawn. Rąbek) – część (dzielnica) miasta Łeby.
Do 1954 Rąbek należał do gminy Gardna Wielka w powiecie słupskim w województwie koszalińskim, natomiast Łeba należała do powiatu lęborskiego w województwie gdańskim. Granica szła na kanale portowym, przez co Rąbek stanowił specyficzny klin mierzei między Bałtykiem a Jeziorem Łebsko (z częścią jeziora), wdzierający się w głąb województwa gdańskiego. Po włączeniu Rąbka do Łeby jesienią 1954 zmieniła się znacznie granica województw koszalińskiego i gdańskiego w rejonie mierzei i jeziora Łebsko.

## Położenie
Rąbka jest położona ok. 2,5 kilometra od centrum miasta, nad jeziorem Łebsko.

## Turystyka
Na jej terenie znajdują się m.in. następujące obiekty i atrakcje turystyczne:
- granica Słowińskiego Parku Narodowego wraz z kasą oraz filią Muzeum Przyrodniczego Parku,
- Muzeum Wyrzutni Rakiet na terenie dawnego niemieckiego poligonu rakietowego projektów „Rheintochter” oraz „Rheinbote”, a następnie Stacji Sondażu Rakietowego[5],
- wieża widokowa na terenie Parku,
- przystań sezonowej żeglugi wycieczkowej.

## Szlaki turystyczne
Przez Rąbkę przebiegają następujące piesze szlaki turystyczne:
- Łeba – Rąbka – Łącka Góra – Łeba (powrót plażą),
- Łeba – Rąbka – Łącka Góra – Czołpino – jeziora: Dołgie Wielkie i Dołgie Małe – Rowy.

## Galeria

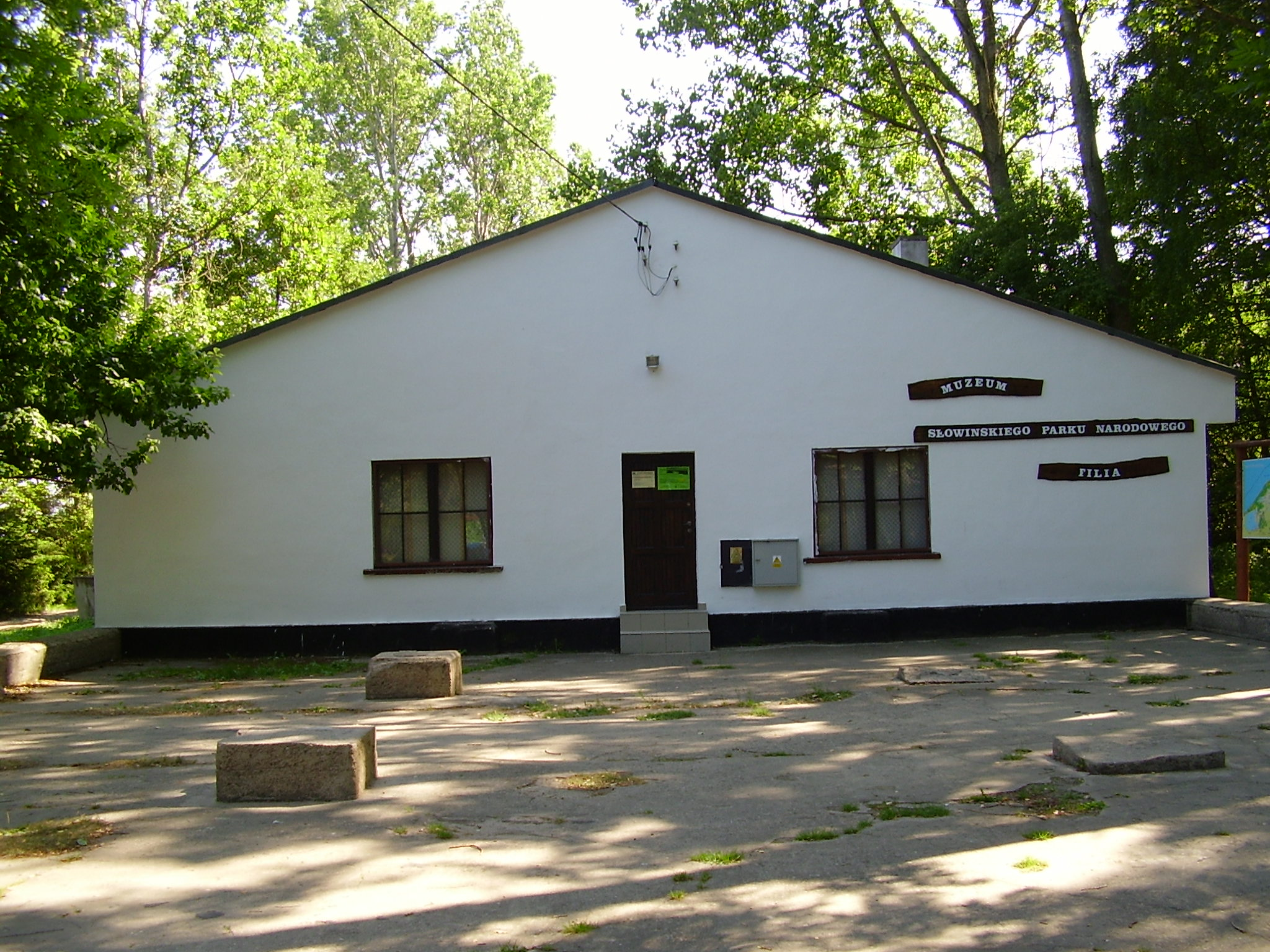
Filia Muzeum Przyrodniczego Słowińskiego Parku Narodowego w Rąbce
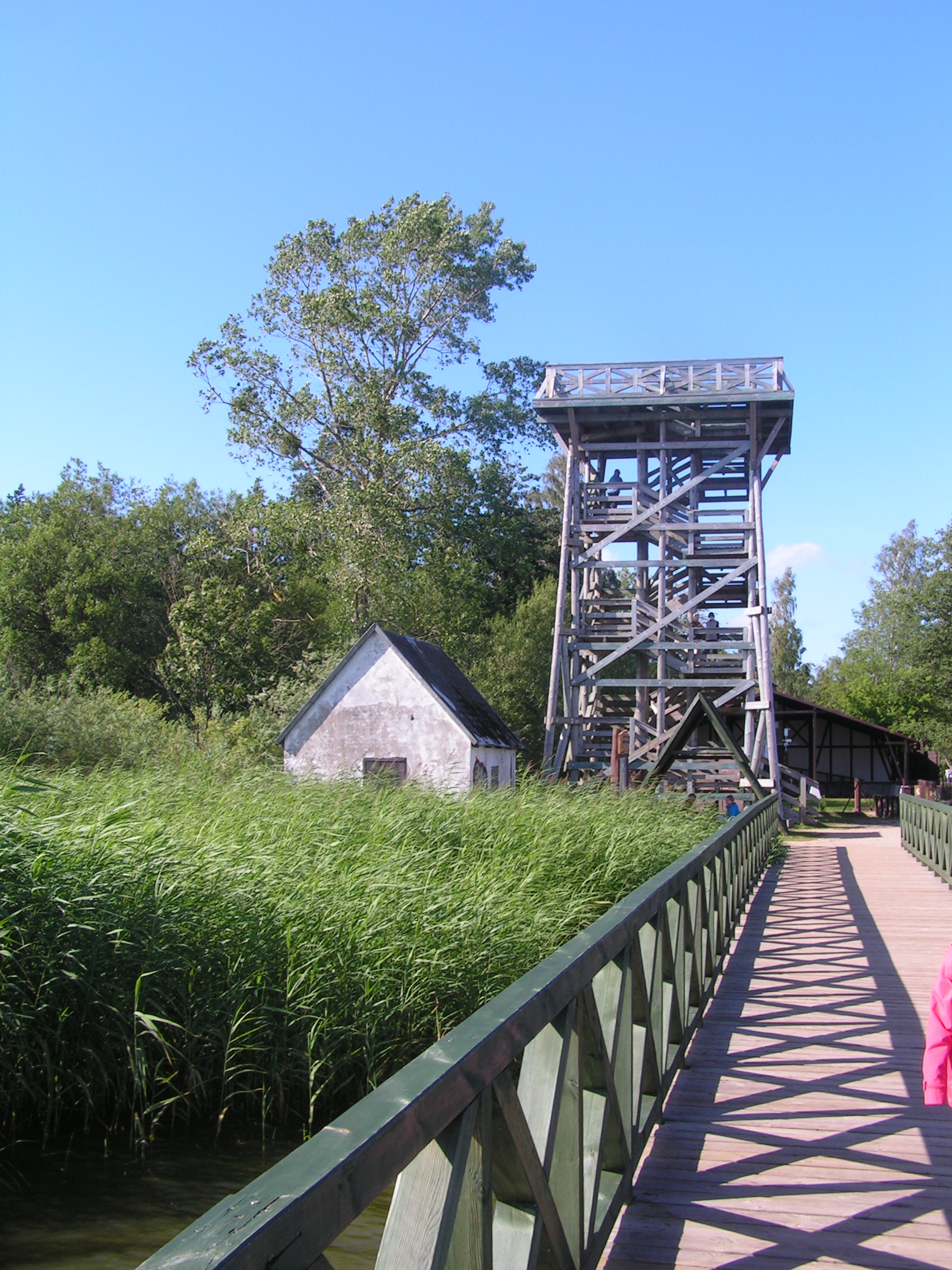
Wieża widokowa
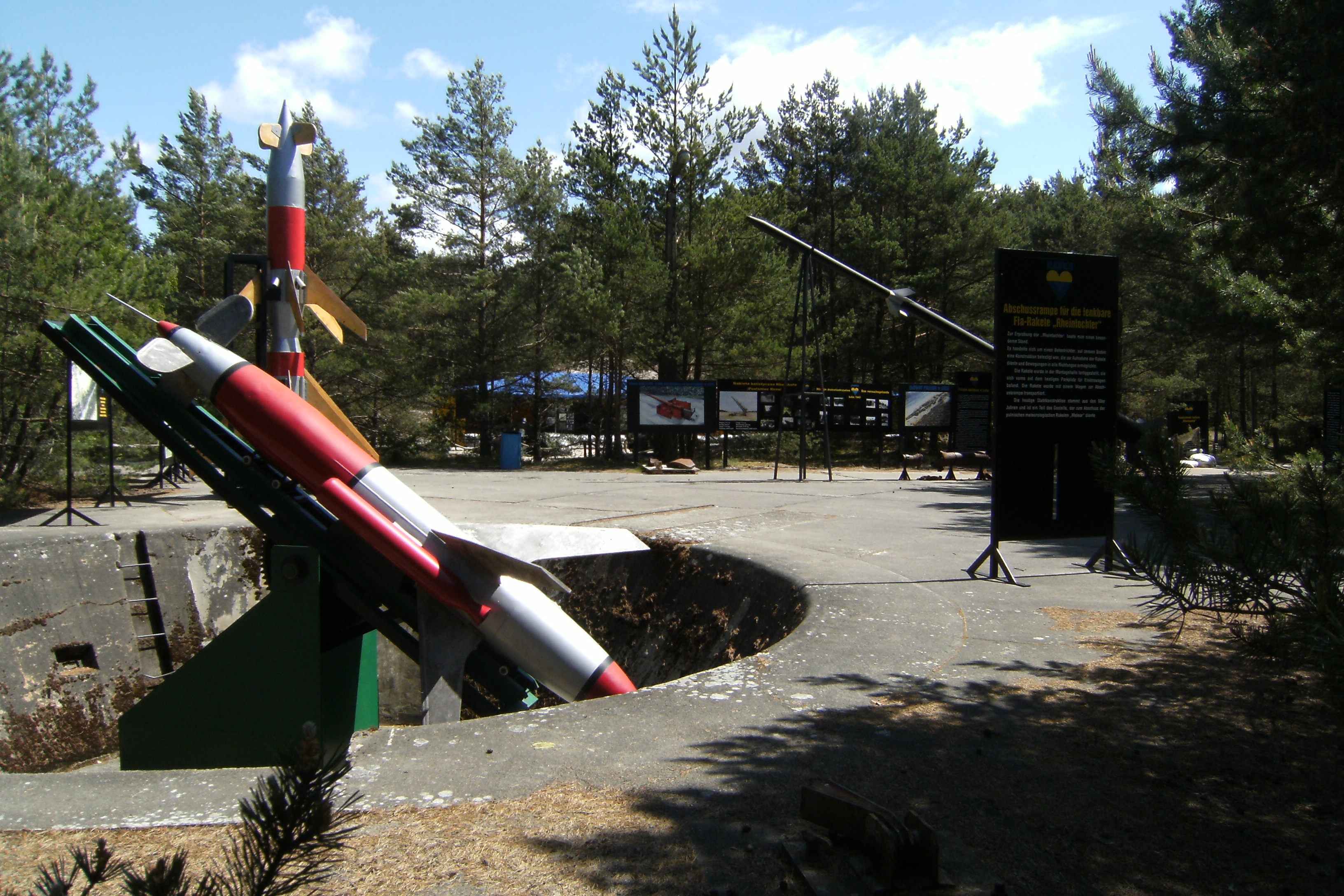
Muzeum Wyrzutni Rakiet